# تاراس میخالیک
تاراس میخالیک (به اوکراینی: Taras Mykhalyk) (زاده ۲۸ اکتبر ۱۹۸۳) بازیکن فوتبال اهل کشور اوکراین است.
وی سابقه ۲۹ بازی ملی برای تیم ملی فوتبال اوکراین در کارنامه دارد، همچنین پست تخصصی او مدافع است.